# Pieczory-Pskowskije
Pieczory-Pskowskije (ros. Печоры-Псковские; est. Petseri) – stacja kolejowa w miejscowości Pieczory, w rejonie pieczorskim, w obwodzie pskowskim, w Rosji. Położona jest na linii Psków - Pieczory - Ryga. Jest rosyjską stacją graniczną na granicy z Estonią.

## Historia
Stacja powstała w czasach carskich na Kolei Pskowsko-Ryskiej. Początkowo nosiła nazwę Pieczory (ros. Печоры). W 1920 znalazła się na terytorium Estonii i przez okres międzywojenny nosiła estońską nazwę Petseri. W 1931 stacja została węzłem kolejowym z linią do Tartu.
Po rozpadzie Związku Sowieckiego stacja znalazła się w Rosji, zostając ostatnią stacją przed jej granicą. W 2011 Estończycy przebudowali linię Tartu – Pieczory, tak aby w całości przebiegała terytorium Estonii. Tym samym Pieczory Pskowskie utraciły status węzła.

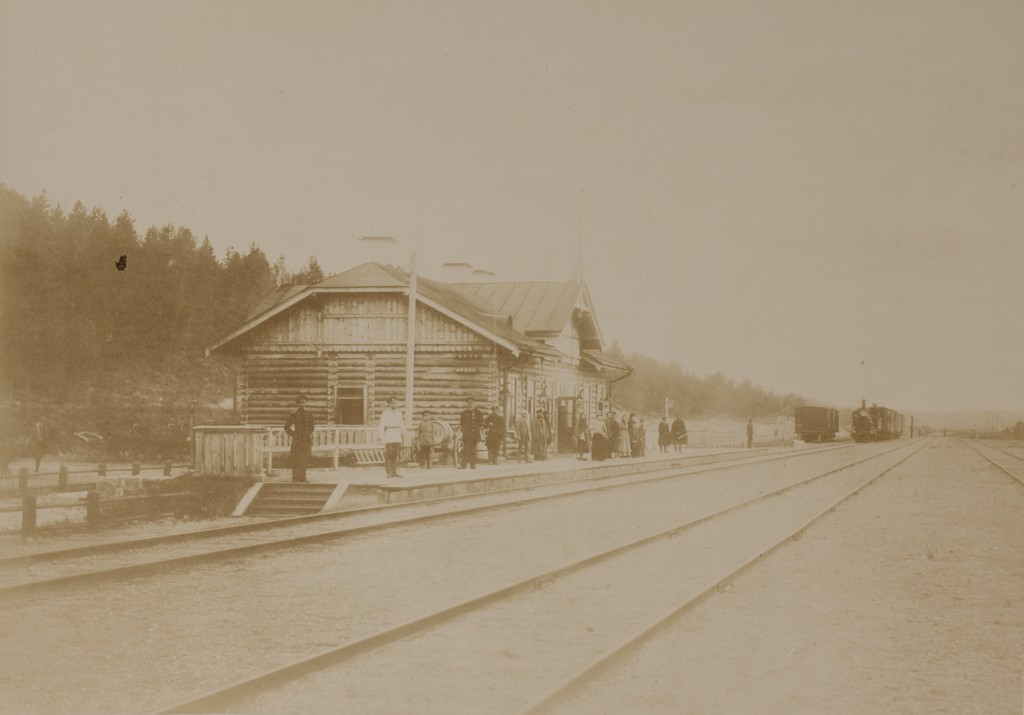
Stacja w 1889
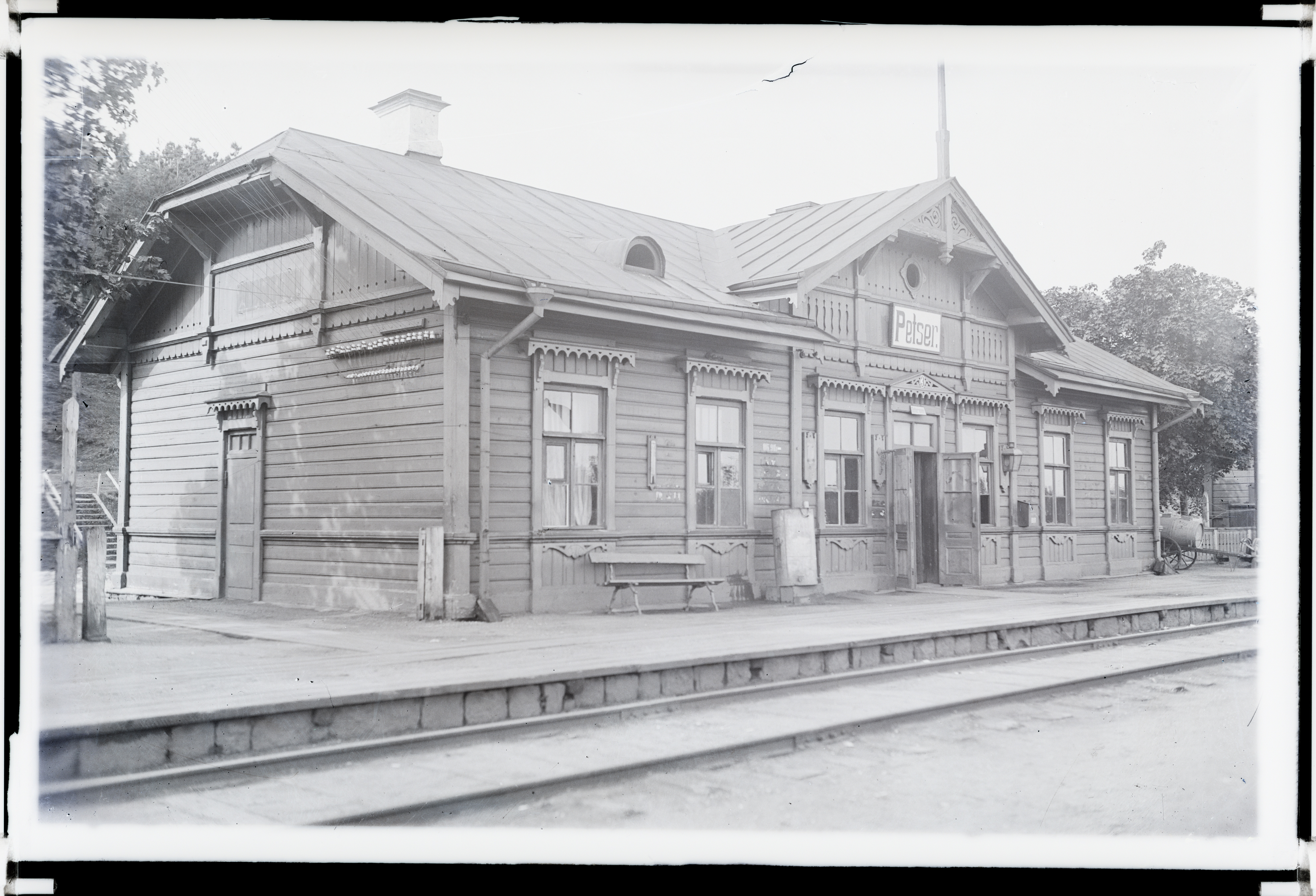
Stacja w okresie międzywojennym